# Stenia colubralis
Stenia colubralis là một loài bướm đêm trong họ Crambidae.